# Incahuasi (Chile)
Incahuasi, fundado en 1905 por las familias Álvarez, Rojas y Villalobos, es una localidad ubicada en el extremo sur de la Región de Atacama puerta sur de la región, que en su origen pertenecía a la región de Coquimbo, llamado Yerba Buenas, es una antigua estación de ferrocarril en donde, a mediados de 1912, aproximadamente, se juntarían las líneas férreas del norte y las del sur. 

## Ubicación y descripción
Se trata de un pueblo minero que durante sus primeros años la exportación del fruto de la algarrobilla y la leña era el principal sustento, el cual también  tuvo su mayor apogeo gracias a la minería de hierro y otros minerales (Mina el Pleito, Desvío Norte, El Melón, La Laja y Sector Los Cristales) (años 1960-1970) de la zona, siendo ese el sustento hasta el declive de la minería. Hoy se siguen realizando trabajos de minería en las cercanías; incluso los habitantes de la localidad mantienen la minería en la zona en un grado artesanal, una de sus infraestructuras más importante es la iglesia de la localidad trasladada de un pueblo minero antiguo El Molle en 1920, siendo hasta hoy la iglesia de la localidad con una que otra leyenda que la acompaña, ya que se dice que su constructor tenía un pacto con el Diablo. Se ubica en el  kilómetro 573 de la ruta 5 Norte, en cercanías de la cuesta Pajonales lado norte y mina el pleito lado sur  , a 785 metros de altura. Esta localidad subsiste de la minería artesanal, ganadería, turismo y comercio por su inmediatez con la transitada ruta 5. Antiguamente, fue habitado por gran número de trabajadores y familias que aprovecharon (más de mil habitantes durante el boom minero (años 1960-1970)) para ponerse con comercios (zapaterías, carnicerías, casa de niñas bonitas y otras más, los cuales, a causa del ya desaparecido auge minero del sector, dejaron la localidad en busca de una mejor oportunidad de negocios.

### Estación de ferrocarriles
La estación de ferrocarriles de Incahuasi se ubica a 775 metros sobre el nivel del mar. Para los trenes de La Calera era la primera estación ubicada en la Región Atacama.

## Turismo
Esta localidad posee un centro turístico de venta de artesanía y una iglesia trasladada de una localidad llamada el molle ya inexistente que es considerada patrimonio comunal.

## Educación
La comunidad cuenta con la escuela rural Yerbas Buenas, G-107.